# تاد ویلیامز (بازیکن بیسبال)
تاد ویلیامز (انگلیسی: Todd Williams؛ زادهٔ ۱۳ فوریهٔ ۱۹۷۱) بازیکن بیس‌بال اهل ایالات متحده آمریکا بود.
از باشگاه‌هایی که در آن بازی کرده‌است می‌توان به نیویورک یانکیز اشاره کرد.